# Dmitrovski
Dmitrovski (Муниципальный округ Дмитровский) est un district municipal de la ville de Moscou, capitale de la Russie, dépendant du district administratif nord.